# 麗寶百貨廣場
麗寶百貨廣場（Hi Mall），是臺灣新北市板橋區一間單店據點模式的百貨公司，座落於新板特區商圈麗寶鵬程商業大樓的低樓層商業空間，由麗寶建設轉投資設立，2013年1月18日試營運，開業初期主力客群為18至35歲的年輕族群，首年營業額目標為50億元，主力核心店為秀泰影城（全台首度引進Dolby Atmos杜比全景聲音響系統）、湯姆熊歡樂世界、奧斯丁夢想樂園，板橋車站下車步行4分鐘即可抵達。2025年8月，由於內部僅剩1樓的全家便利商店、3至4樓的秀泰影城、5樓的湯姆熊歡樂世界，宣布將於31日結束營業，未來將改以商辦形態為主
。

## 周邊
- 板橋車站
- 環球板橋車站店
- 誠品生活新板店
- 板橋大遠百
- 遠百板橋中山店

## 外部連結
- 麗寶百貨廣場（页面存档备份，存于）
- 麗寶百貨廣場的Facebook專頁
- 台灣公司資料